# Жінки у війні на сході України

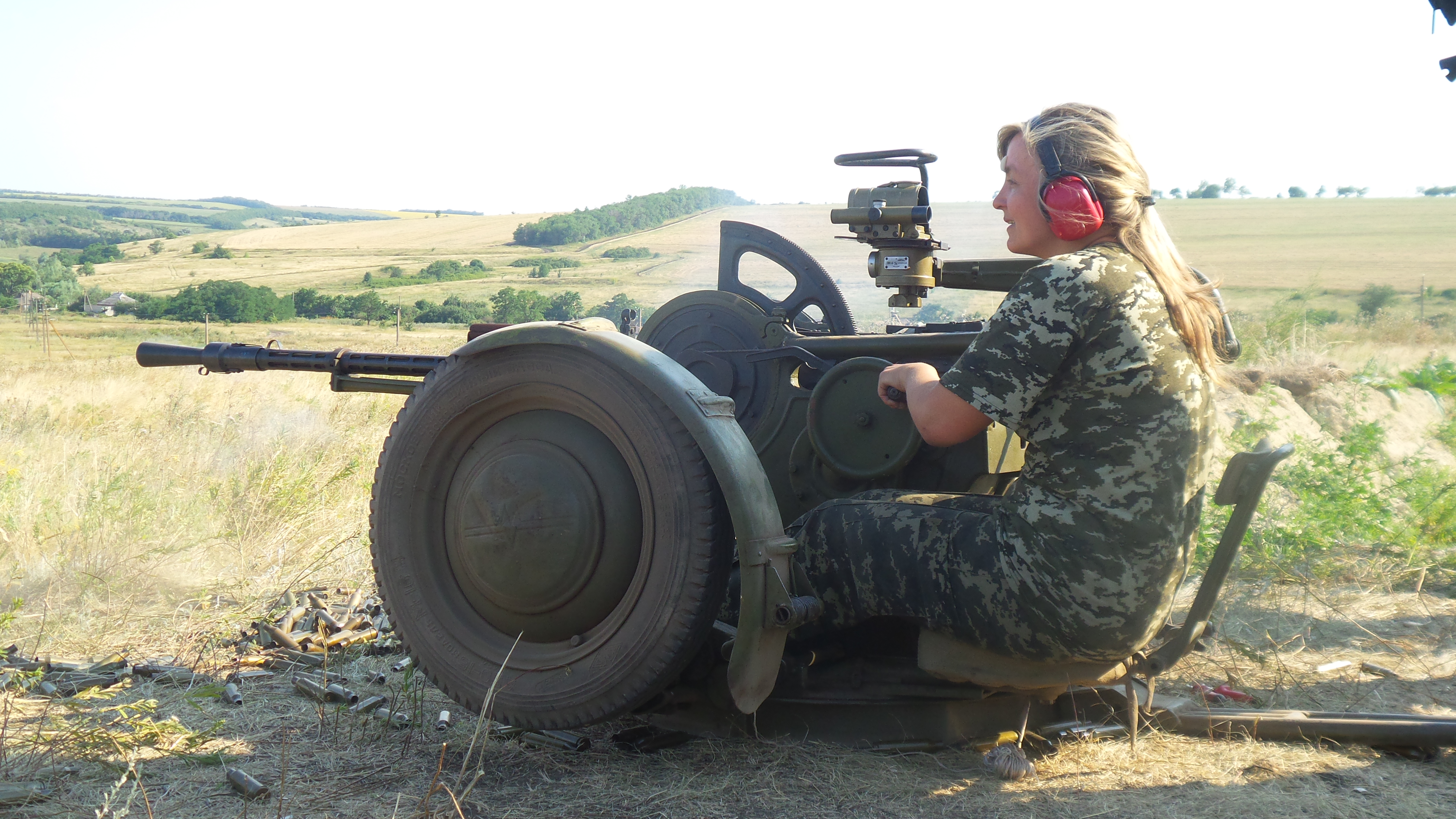
Військова батальйону Айдар, Луганська область, 2014

Жінки у війні на сході України виконують як військові, так і в цивільні завдання.

## Жінки в армії
Під час війни кількість військовослужбовиць в українській армії значно зросла. Їм стали доступні посади, які раніше займали лише чоловіки. До 2016 року 8,5% українських військових становили жінки, а в березні 2021 року їх кількість зросла до понад 15%.
Український центр розвідки дронів, який створює безпілотники для української армії та проводить навчальні курси для ведення війни з використанням безпілотних пристроїв, заснувала Марія Берлінська, яка після університету добровільно пішла на фронт.
Значна[яка?] кількість жінок-солдатів досягли публічної популярності під час війни. Льотчиця Надія Савченко, доброволиця батальйону «Айдар» після того, як її регулярний батальйон не було відправлено на фронт, удостоєна звання Героя України та обрана до ВРУ після повернення з полону.
У боях між українськими та проросійськими збройними силами чи ополченнями жінки борються як бойові медики, водії, дозорні та патрульні, а також у першій лінії бойових дій, як снайпери. 
Українські жінки-комбати відрізняються особливою мотивацією брати участь у війні. Військовослужбовиці відстоюють українську національну ідею, в той час як проросійські жінки воюють з більш особистих причин, наприклад, "захищаючи" сім’ї чи домівки. Українські військові активно обирали позицію «йти на фронт», а ті, що воюють на боці ворога, відчувають, що фронт прийшов до них.

### Дискримінація
Жінки в українській армії досі[слово-паразит] стикаються зі значним рівнем дискримінації та стигматизації. До військовослужбовиць однослужбовці ставляться упереджено, приписуючи їм ярлики проституйованих жінок. А домагання та сексуальне насильство проти військових є поширеними, і рідко повідомляються чи розслідуються.

Одна військовослужбовиця розповіла Громадському телебаченню про дискримінацію, з якою зіткнулася: «Я звільнила 11 міст, брала участь у звільненні полонених, але, тим не менш, більшість людей скажуть, що я «карпатка, яка воювала в перші місяці вагітності», без урахування мого військового досвіду»[значущість факту?]. За даними Atlantic Council (2020):
Жінки служили як в українських військових, так і в добровольчих батальйонах. У процесі вони зазнали сексуальних домагань на передовій і зіткнулися з сексуальною дискримінацією після повернення додому. Багатьох військовослужбовиць критикували за те, що вони залишили дітей і сім’ї на час служби, стереотипізували як сексуально безладних, або навіть розслідували соціальними службами та забирали їхніх дітей. Дискримінація часто настільки серйозна, що ветеранки не носять уніформу. Жінкам рекомендують ігнорувати свої травми. Як сказала одна волонтерка: «Чоловіки ходять у паби з іншими чоловіками, але жінки повинні повернутися на роботу й піклуватися про своїх дітей».
У липні 2021 року суспільство розкритикувало планований марш військовослужбовиць на високих підборах на параді до 30-річчя незалежності. У Міноборони України заявляили, що дрес-код військових 2017 року передбачав високі підбори, проте публічна критика домоглася маршу у зручному взутті.
Військовослужбовиці тимчасово окупованих територій залучені у воєнну пропаганду з сексистськими наративами[прояснити]. У травні 2014 року міністр оборони так званої «ДНР» Ігор Гіркін опублікував відео із закликом до новобранців, що «якщо чоловіки на це не здатні, то доведеться звертатися до жінок». У березні 2015 року, до Міжнародного жіночого дня, так звана «ДНР» провела пропагандистський конкурс краси, в якому взяли участь усі військові.

## Цивільні жінки
Жінки-цивільні, особливо в районах найбільш інтенсивної війни, переживають низку проблем, які не висвітлюють у медіа, оскільки «деякі журналісти, які приїжджають в Україну у пошуках військових дій, часто їдуть розчарованими, не звертаючи уваги на досвід цивільних, тому що війна просто не є динамічною або досить захоплюючою».
Внутрішньо переміщені жінки часто залишаються наодинці з дітьми та з різними видами дискримінації біженців, такими як відсутність умов для людей з інвалідністю та звинувачення, що біженці з Донецька підтримують просепаратистські настрої.
Цигани переживають особливий рівень дискримінації: часто їм відмовляють у статусі ВПО і проявляють расизм. Аудит ООН-Жінки 2017 року в Краматорську виявив, що «обізнаність місцевих постачальників послуг про потреби жінок з інвалідністю обмежена або зовсім не поінформована».
Війна також призвела до погіршення освіти жінок у деяких областях. Проте також зростають патріотичні молодіжні організаці, які навчають дітей навичок бою і виживання.[джерело?]
У грудні 2020 року ООН в Україні запустила ініціативу щодо розширення участи жінок у мирних процесах у країні.

## Насильство проти жінок
Насильство проти жінок (як цивільних, так і військових) пережило сплеск під час війни: рівень зґвалтувань та домашнього насильства стрімко збільшився. У 2014 році рівень сексуального насильства зріс майже вдвічі порівняно з 2007 роком. Загострилися всі проблеми насильства та дискримінації жінок.
У 2015 році Управління Верховного комісара ООН з прав людини висловило глибоку стурбованість швидким погіршенням ситуації щодо насильства проти жінок в Україні. У звіті Amnesty International за 2020 рік зазначено, що «ґендерне насильство посилюється для тих, хто живе в постраждалих від конфлікту Донецькій та Луганській областях», а жінки зазнають сексуальних домагань на військових блокпостах і в місцях ув’язнення, від військовослужбовців та поліції. На окупованих територіях, що звільнені від положень Адміністративного кодексу проти домашнього насильства, відмовляють жінкам від офіційних повідомлень і скарг про насильство, а засоби для забезпечення фінансової незалежності жінок відсутні.
Пандемія COVID-19 в Україні також загострила насильство проти українок: у 2020 році в зоні бойових дій на 50% побільшало дзвінків на телефони довіри щодо домашнього насильства. Див. Вплив пандемії COVID-19 на домашнє насильство.
У донецькій катівні-концтаборі «Ізоляція» три з восьми камер були зарезервовані для жінок. Крім того, ув’язнених жінок змушували прибирати катівельні кімнати, а також катували та ґвалтували.
У липні 2021 Human Rights Watch повідомила, що кілька жінок, у тому числі вагітних, було заарештовано та позбавлено медичної допомоги на тимчасово окупованих територіях через звинувачення у шпигунстві.

## Жіночі організації
Під час війни жінки заснували низку організацій громадянського суспільства, зосереджених як на проблемах жінок, так і на загальних.
- «Слов’янське серце» заснували у 2014 внутрішньо переміщені жінки у Святогірську як мережу гуманітарної підтримки.[35][43]
- «Невидимий Батальйон» засновано Марією Берлінською в 2015 для промоції ґендерної рівності в ЗСУ після оприлюднення результатів дослідження, за якими більшість військовослужбовиць війни на Донбасі не були офіційно призваними, через що не мали доступу до соціальних чи військових пільг, військових нагород, соціального статусу і можливостей кар’єрного зростання в ЗСУ.[44][45]
- Український жіночий ветеранський рух створений під час війни для захисту ветеранок в Україні. В час пандемії COVID-19 група керувала дослідженням впливу пандемії на ветеранок, за заявою Юлії Кирилової «встановили, що 14% [ветеранок] втратили роботу під час карантину, а 53% повідомили про значне зниження доходів за цей час».[46]
- Спілку учасників та ветеранів АТО заснували три учасниці Євромайдану, жінки-водії вантажівок, щоб доставити військову техніку на передову.[19]
- Українська Жіноча Варта заснована в 2014 Оленою Білецькою як освітня програма для навчань цивільних жінок основам виживання у випадку воєнних дій та для підтримки бізнесу ветеранок.
- Медичний батальйон «Госпітальєри» заснований 2014 та незмінно очолюється Яною Зінкевич (17-річною на момент заснування).

## В культурі
- Невидимий Батальйон (2017, режисерки Аліна Горлова, Ірина Цілик, Світлана Ліщинська, продюсерка Марія Берлінська), документальний кіноальманах 6-ти українських військовослужбовиць в умовах бойових дій на сході України. Перший український документальний фільм про війну та жінок на ній, який був знятий жінками.
- Явних проявів немає (2018, документальний фільм, режисерка Аліна Горлова) про ветеранку війни та шлях її реабілітації.
- Вона та війна (2017, документальний фільм, режисерка Марія Кондакова)
- Земля блакитна, ніби апельсин (2020, документальний фільм, режисерка Ірина Цілик) про життя жінок у прифронтовій зоні.
- У 2019 році короткометражний фільм «Анна» увійшов у шорт-лист премії BAFTA в категорії «Британський короткометражний фільм» і переміг у категорії «Кращий британський короткометражний фільм» на премії British Independent Film Awards 2019.[47]